# Сиукси енд дъ Баншис
Сиукси енд дъ Баншис (правилната транслитерация е „Сузи енд дъ Баншийс“) е британска пост-пънк банда, сформирана през 1976 г. в Салфорд.
Вдъхновение черпят от изпълнители като Дейвид Бауи, Иги Поп, Велвет Ъндърграунд и Крафтверк, както и някои немски краутрок групи. Оставят малко творби за 4-годишната си история, но повлияват на доста други групи като Джой Дивижън, Депеш Мод, Ю Ту, Смитс, Кюър, Рейдиохед и Пи Джей Харви.
Групата записва „The Scream“ през 1978 г. и той получава вниманието на английската публика.

## Албуми

### Siouxsie and the Banshees
- 1978 – The Scream
- 1979 – Join Hands
- 1980 – Kaleidoscope
- 1981 – Juju
- 1982 – A Kiss in the Dreamhouse
- 1984 – Hyæna
- 1986 – Tinderbox
- 1987 – Through the Looking Glass
- 1988 – Peepshow
- 1991 – Superstition
- 1995 – The Rapture

### The Creatures (Siouxsie + Budgie)
- 1983 – Feast (Polydor/Wonderland, LP, CD)
- 1989 – Boomerang (Polydor/Wonderland, LP, CD)
- 1999 – Anima Animus (Sioux Records, 2x10", CD)
- 2003 – Hái! (Sioux Records, 2LP, CD)

### Siouxsie Sioux
2007 – Mantaray

### Сътрудничества
- 1994 – Мориси: "Interlude"
- 1995 – Hector Zazou: "The Lighthouse" (Chansons Des Mers Froides)
- 1999 – Marc Almond: "Threat of Love" (Open All Night)
- 2003 – Basement Jaxx: "Cish Cash" (Kish Kash)
- 2008 – Angelo Badalamenti: "Careless Love" (The Edge of Love)
- 2015 – Brian Reitzell: "Love Crime" (Hannibal Season 3 Voume 2)

### Концертни сътрудничества
- 1993 – Suede: "Caroline Says"
- 1998 – John Cale: "Murdering Mouth"
- 2008 – Angelo Badalamenti: "Who Will Take my Dreams Away"
- 2013 – Yoko Ono: "Walking on thin Ice"